# Эпахтозавр
Эпахтозавр (лат. Epachthosaurus) — род динозавров-зауроподов, живших во времена позднемеловой эпохи (99,6—89,3 млн лет назад). Окаменелости динозавра были найдены в Патагонии, Аргентина. Впервые описан палеонтологом Powell в 1990 году. Типовой и единственный вид — Epachthosaurus sciuttoi.
На сегодняшний день большинство учёных относят эпахтозавра к кладе Lithostrotia, однако палеонтологи Сальгадо (Salgado) в 2003 и Франко-Росас (Franco-Rosas) в 2004 году выделили его в отдельное подсемейство Epachthosaurinae.